# SIX Group
SIX Group AG, o simplemente SIX (Swiss Infrastructure and Exchange), es un grupo empresarial con sede en Zúrich (Suiza). Fue creado en 2008 con la fusión de varias empresas de servicios financieros. Su área de negocios son la gestión de mercados financieros, el suministro de información financiera y los servicios bancarios.
La compañía no cotiza en bolsa y es propiedad de alrededor de 120 entidades financieras, que son las principales usuarias de sus servicios. Sus principales accionistas son Credit Suisse y UBS.
El grupo SIX es el operador de la SIX Swiss Exchange, la principal bolsa de valores de Suiza. En junio de 2020 completó la compra de Bolsas y Mercados Españoles (BME), el operador de las bolsas de valores españolas, convirtiéndose en el tercer mayor operador de infraestructuras de mercados financieros por ingresos de Europa y el décimo a nivel mundial.